# بیرگر هولمویست
بیرگر هولمویست (انگلیسی: Birger Holmqvist؛ ۲۸ دسامبر ۱۹۰۰ – ۹ آوریل ۱۹۸۹ (aged 88)) ورزشکار هاکی روی یخ اهل سوئد بود.
وی در مسابقات کشوری و بین‌المللی در مجموع برندهٔ ۱ مدال طلا، ۲ مدال نقره شده‌است.